# Национални парк Копаоник
Национални парк Копаоник се налази у југозападном делу Републике Србије. Због својих природних вредности, 1981. године Копаоник је проглашен за национални парк. Национални парк Копаоник обухвата површину од 11.810 ha и по броју ендемичних врста представља један од најзначајнијих центара биодиверзитета ендемичне флоре Србије.

## Планина Копаоник
Копаоник је највећи планински масив у Србији; пружа се од северозапада ка југоистоку око 75 km, досежући у средњем делу ширину око 40 km.
Највиши део је пространа површ Равни Копаоник, око које се дижу Суво рудиште са Панчићевим (Милановим) врхом (2017 m) на коме је Панчићев маузолеј, Караман (1934 m), Гобеља (1834 m) и др. Југоисточно од Сувог рудишта гребен Копаоника је сужен и рашчлањен у низ пластастих узвишења: Чардак (1590 m), Шаторица (1750 m) и Оштро копље (1789 m), између којих су широке преседлине.
На Копаонику је најраспрострањенија раскомадана шумско-пашњачка зона средишње Србије. На вишим деловима је четинарска смрчева и јелова, а по странама букова и храстова шума. Он се налази у централном делу Србије.

## Резервати природе
Под посебном заштитом Националног парка је 698 хектара - издвојених у: 11 резервата природе и 26 природних споменика, 12 геоморфолошких, 6 геолошких, 8 хидролошких и 15 објеката сврстаних у непокретна културна добра.
Природни резервати националног парка су следећи локалитети:
- Козје стене
- Вучак
- Мркоња
- Јанкове баре
- Гобеља
- Барска река
- Самоковска река
- Метође
- Јелак
- Суво рудиште
- Дубока

## Биодиверзитет

### Флора и фауна
Копаоник је место на коме се могу наћи примерци ендемске флоре као што су Копаоничка чуваркућа (Sempervirum kopaonicense), Панчићева поточарка (Cardamine pancicii) и копаоничка љубичица (Viola copanicensis).
Од многобројних животињских врста најзначајнији су сиви соко (Falco peregrinus), златни орао (Aquila curvirostra), сова (Bubo bubo), дивља мачка (Felis silvestris) и јелен (Capreolus capreolus).

### Шумске заједнице
На зонама одговарајуће надморске висине срећу се шумске заједнице:
- балканске букве
- јеле
- смрче
- планинског јавора
- храстова
- борова.

### Реликтне и ендемичне врсте биљака
У тим заједницама се могу наћи и многе реликтне и ендемичне врсте биљака:
- панчићија
- панчићев вијук
- бедреница
- копаоничка чуваркућа
- јеремичак
- рунолист и др.

| Биљне врсте Копаоника у категоријама међународне асоцијације за заштиту природе () |       |
| Категорија                                                                         | Врсте |
| Врсте у опасности да ишчезну                                                       | и     |
| Рањиве врсте                                                                       | , и   |
| Ишчезле (неодређене) врсте                                                         | , и   |
| Ретке врсте                                                                        | , , … |
| Подаци су преузети са званичне презентације НП Копаоник.                           |       |

| Биљне врсте Копаоника које су заштићене посебном уредбом Владе Републике Србије |                 |                |
| Број                                                                            | Српски назив    | Латински назив |
| 01.                                                                             |                 |                |
| 02.                                                                             |                 |                |
| 03.                                                                             |                 |                |
| 04.                                                                             | Европска тиса   |                |
| 05.                                                                             |                 |                |
| 06.                                                                             |                 |                |
| 07.                                                                             |                 |                |
| 08.                                                                             |                 |                |
| 09.                                                                             | Планински јавор |                |
| 10.                                                                             | Маслиница       |                |
| 11.                                                                             |                 |                |
| 12.                                                                             |                 |                |
| 13.                                                                             |                 |                |
| 14.                                                                             |                 |                |
| 15.                                                                             | Горка детелина  |                |
| 16.                                                                             | Рунолист        |                |
| 17.                                                                             |                 |                |
| 18.                                                                             |                 |                |
| 19.                                                                             |                 |                |
| 20.                                                                             |                 |                |
| 21.                                                                             |                 |                |
| 22.                                                                             |                 |                |
| 23.                                                                             |                 |                |
| 24.                                                                             |                 |                |
| 25.                                                                             |                 |                |
| 26.                                                                             |                 |                |
| 27.                                                                             |                 |                |
| 28.                                                                             |                 |                |
| 29.                                                                             |                 |                |
| 30.                                                                             |                 |                |
| Подаци су преузети са званичне презентације НП Копаоник.                        |                 |                |

## Клима
Са скоро 200 сунчаних дана годишње, Копаоник заслужује своје друго име „Сунчана планина“. Јужни положај, висина и отвореност терена спречава задржавање облака над планином. Хладан ваздух пада у околне равнице и увале, тако да зимске температуре нису прениске. Просечна годишња температура је 3,7 °C. Снег почиње крајем новембра и траје до маја, просечно 159 дана годишње. Ниво падавина је већи од 1000 mm годишње.